# Милан Бабић (певач)
Милан Бабић (Горичани код Чачка, 10. октобар 1943 — Београд, 30. новембар 2009) био је српски певач народне музике, познат по хитовима: Баш ми се не да, Само да си рекла, Шана, Ако ме оставиш, Није ми лако, стари се полако, Господе драги, Адреса срца, Невени...

## Биографија и каријера
Рођен је 1943. у селу Горичани код Чачка у породици Гвоздена и Милијане Бабић, као четврто дете. Након завршетка чачанске гимназије, уписује Машински факултет у Београду. Током студија постаје члан културно-уметничког друштва "Абрашевић", а 1966. године снима прве снимке за Радио Београд. Прву плочу снимио је 1967. године.
Учествовао је на великом броју фестивала у Србији, Босни и Херцеговини, Црној Гори и Македонији, на којима је освојио укупно двадесет седам награда.
Добитник је великог броја награда:
- Естрадна награда Србије
- Мајсторско писмо за животно дело
- Признање РТС-а за вишегодишњи допринос неговању народне песме
- Награда "Александар Дејановић"
- Златни микрофон Радио Ниша
- Златни микрофон Радио Шапца

Такође, добитник је великог броја сребрних, златних и дијамантских плоча. Имао је статус истакнутог естрадног уметника. Био је ожењен Радмилом Тодоровић, која му је написала неке од најлепших песама - Баш ми се не да, Господе драги, Није ми лако, стари се полако, Шана.

## Познате песме
- Баш ми се не да
- Невени
- Шана
- Само да си рекла
- Ако ме оставиш
- Није ми лако, стари се полако
- Како ћу истину признати себи
- Господе драги
- Адреса срца
- Волим те и ту Бога нема
- Плаче жица Г
- Кад год дошла, добродошла
- Књига мог живота
- Останимо пријатељи
- Пођи са мном у моју Србију
- Вековима жубори Морава
- Раме уз раме

## Дискографија
У току своје каријере, дуге више од четрдесет година, снимио је 16 сингл-плоча и 15 албума.

### Сингл-плоче
- 1967. Све од Шапца до Лознице - дует Милан Бабић и Анђелка Мандић (Југотон)
- 1968. Отишла си изненада (Београд диск)
- 1969. Отаџбина зове ме (Југотон)
- 1970. Пусти ме да живим (Дискос)
- 1970. Хвала ти што ми рече (Дискос)
- 1971. Пијем пијем попићу све (Дискос)
- 1971. Марија (Дискос)
- 1973. Моју драгу за другог удају (Дискос)
- 1973. Сваког дана сваке ноћи (Дискос)
- 1974. Сретан ти рођендан (Југотон)
- 1974. Момче мангупче (Југотон)
- 1975. Кад ми пишеш што у душу дираш (ПГП РТБ)
- 1975. Шта би једно без другога (Дискотон)
- 1976. Дај ми један пољубац на зајам (ПГП РТБ)
- 1978. Није она оно што је била (ПГП РТБ)
- 1980. Моја жељо (Југотон)

### Албуми
- 1980. Снове снивам (Југотон)
- 1982. Само ти (Југодиск)
- 1984. Луде ноћи њене (Дискос)
- 1986. Срећа је тамо где си ти (ПГП РТБ)
- 1987. Било, па прошло (ПГП РТБ)
- 1989. Раме уз раме (ПГП РТБ)
- 1990. Душмани душу немају (ПГП РТБ)
- 1991. Бисери народне музике - А што ћемо љубав крити (ПГП РТБ)
- 1992. Зрно љубави (ПГП РТБ)
- 1994. Хајде, генерацијо (ПГП РТС)
- 1996. Зарасле су стазе моје (ПГП РТС)
- 1997. Адреса срца (ПГП РТС)
- 2000. На Балкану нешто ново (ПГП РТС)
- 2006. Тек смо почели (ПГП РТС)

### Компилације
- 1991. Милан Бабић
- 2008. Записано у времену

## Фестивали
- 1968. Соко Бања - Волео бих да си моја
- 1970. Илиџа - Хвала ти што ми рече
- 1987. Хит парада - Баш ми се не да
- 1987. Млава пева јулу, Велико Лаоле - Две Мораве, друга награда стручног жирија
- 1987. Илиџа - Ако ме оставиш, награда за интерпретацију
- 1987. Вогошћа, Сарајево - А да си рекла, само да си рекла, прва награда стручног жирија
- 1988. Илиџа - Само да дочекам то
- 1988. Вогошћа, Сарајево - Дан по дан
- 1988. Хит парада - Јој, каква жена
- 1989. Млава пева јулу, Велико Лаоле - Успомена мог детињства
- 1989. Шумадијски сабор - С тобом један дан, награда за аранжман
- 1989. Хит парада - Раме уз раме
- 1990. Шумадијски сабор - Балада о Морави
- 1990. Валандово - Една песна јас да запеам, друга награда жирија, друга награда публике, друго место у избору за песму 1991. године у Македонији
- 1990. Вогошћа, Сарајево - Запевајте полагано
- 1990. МЕСАМ - Ветре љути, дувај јаче
- 1991. Охрид фест - Серенада, друга награда жирија
- 1991. Валандово - Јас си кријем солзи
- 1992. Шумадијски сабор - Без тебе душо
- 1992. Хит парада - А што ћемо љубав крити
- 1993. Шумадијски сабор - Окрени се, сунце, награда за интерпретацију
- 1993. Хит парада - Шана
- 1996. Бања Лука - Није нама крива Дрина (Вече народне музике)
- 1996. Охридски трубадури, Охрид - Серенада
- 1996. МЕСАМ - Кад год дођеш, добро дошла
- 1997. Шумадијски сабор - Адреса срца
- 1997. Моравски бисери - Само да те очи виде
- 1998. Моравски бисери - Ој, Мораво
- 1999. Моравски бисери - Ево ме опет љубави моја
- 2000. Моравски бисери - На Балкану нешто ново
- 2002. Бања Лука - Хеј, све врбе крај Врбаса (Вече народне музике)
- 2002. Битола - Бегај фросе, друга награда жирија
- 2004. Валандово - Животот е многу убав (дует са Снежаном Савић)
- 2007. Охрид фест - Сега кога те нема, прва награда публике, награда "Аце Ангелевски"
- 2008. Фестивал народне музике, Златибор - Мој коњићу
- 2008. Илиџа — Ако ме оставиш (Вече легенди фестивала)